# Benny Urquidez

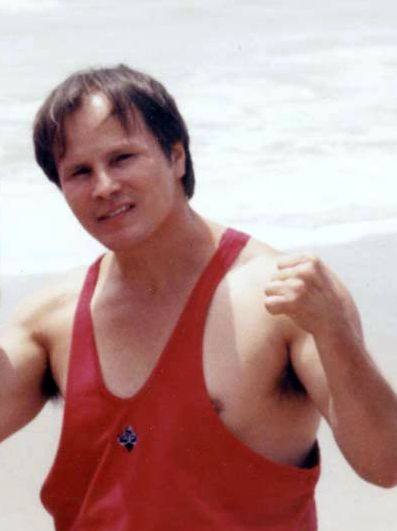
Benny Urquidez

Benny „The Jet“ Urquidez (* 20. Juni 1952 in Tarzana, Kalifornien) ist ein US-amerikanischer Kampfkünstler, Trainer und Schauspieler.

## Sportliche Karriere
Benny Urquidez fing im Alter von fünf Jahren mit Boxen an. Später begann er mit Karate, wo er den 1. Dan mit 14 erhielt. Nach und nach erhielt er Dan-Graduierungen in acht weiteren Kampfkünsten. In den 70er Jahren begann er seine Karriere im Vollkontakt-Karate. 1976 wurde er Weltmeister im Leichtgewicht in der PKA (Professional Karate Association). Später trat er der WKA (World Karate Association) bei und errang dort Weltmeistertitel in mehreren Gewichtsklassen (Leichtgewicht, Superleichtgewicht und Weltergewicht).
Urquidez absolvierte 200 Profikämpfe, gewann davon 57 durch KO. Er gewann 63 Titelkämpfe. Sein Markenzeichen ist der Rückwärtssalto, den er nach jedem Sieg vollführte.
Er blieb 27 Jahre lang Champion und ist damit der am längsten amtierende Weltmeister aller Profisportarten.
Sein letzter Kampf fand 1993 statt, als er – im Alter von 42 – den 25-jährigen japanischen Weltergewichtsweltmeister Yoshihisa Tagami besiegte.

## Filme
Seit 1981 wirkte Urquidez in zahlreichen Filmen mit. Seine Rollen haben wenig bis keine Dialoge, dafür aber zahlreiche Kampfszenen. Berühmt wurde er als Widersacher Jackie Chans in den Filmen Powerman und Action Hunter.

## Trainer
1984 eröffnete Urquidez mit seinem Schwager Blinky Rodriguez, ebenfalls ein professioneller Kickboxer, in Hollywood das Jet Center, wo er Kampfsportler, Schauspieler und Stuntmen unterrichtet. Zu seinen Schülern gehören Nicolas Cage, Tom Cruise, John Cusack, Louis Gossett Jr., Woody Harrelson, Michael Keaton, Nicole Kidman, Michelle Pfeiffer, David Lee Roth, Rene Russo, Kurt Russell, Patrick Swayze, Duff McKagan und Mark Wahlberg.

## Sonstiges
- David Lee Roth, Sänger der Gruppe Van Halen, widmete das Lied Jump seinem langjährigen Trainer Benny Urquidez.
- In der Fernsehserie Too Young to Die von arte und ZDF ist er 2015 in der Folge Bruce Lee: Die Faust Hollywoods neben Cynthia Rothrock und Dan Inosanto einer der Interviewpartner.

## Filmografie
- 1981: Die Macht der Fünf (Force: Five)
- 1984: Powerman
- 1987: Fights to the Finish
- 1987: The Fighter
- 1988: Action Hunter
- 1989: Road House (Stuntman)
- 1990: Down the Drain
- 1991: Bloodmatch
- 1991: Ragin' Cajun
- 1992: Diggstown
- 1992: Fäuste – Du mußt um Dein Recht kämpfen (Gladiator)
- 1993: Blood in, Blood out – Verschworen auf Leben und Tod (Bound by Honor) (Stuntman)
- 1994: Hellbound (Stuntman)
- 1994: Natural Born Killers (Stuntman)
- 1994: Street Fighter – Die entscheidende Schlacht
- 1997: Con Air (Stuntman)
- 1997: Grosse Pointe Blank
- 1998: Enter the Eagles
- 1998: And now you´re dead (Gwan geun shut daam) (Karloff)
- 2000: Ali: An American Hero (Fernsehfilm, stunt coordinator)
- 2000: Price of Glory (stunt coordinator)
- 2001: Pearl Harbor (Stuntman)
- 2005: Shackles
- 2007: Zimmer 1408